# Port Alexander
Port Alexander est une localité d'Alaska aux États-Unis dans la région de recensement de Wrangell-Petersburg dont la population était de 62 habitants en 2011.

## Situation - climat
Elle est située à l'extrémité sud de l'île Baranof, à 105 km au sud de Sitka. Son port, très abrité, n'est jamais dans les glaces, même en hiver.
Les températures vont de 0 °C à 7 °C en janvier et de 5 °C à 13 °C en juillet.

## Histoire
En 1795, le capitaine George Vancouver est arrivé à l'endroit actuellement connu sous le nom de Port Alexander. Il cherchait des indigènes pour faire le commerce des fourrures, mais le village était désert. C'est le capitaine russe, M.D. Tebenkov, gouverneur des colonies russes d'Amérique qui lui donna son nom en 1849.
Dès 1913, des pêcheurs de saumon arrivèrent pour exploiter les eaux poissonneuses locales. En 1916 un magasin de fournitures pour la pêche a été ouvert, ainsi qu'une boulangerie. Les familles des pêcheurs venaient rejoindre les leurs durant la période estivale et logeaient dans des campements de fortune. Karl Hansen, un immigrant norvégien, établit un comptoir de vente de poisson, ainsi que divers commerces pour faciliter la vie des habitants. Il y avait à cette époque, plus de 1000 bateaux de pêche qui profitaient de la rade abritée de Port Alexander. Mais dès 1938, le poisson se raréfia, et les entreprises installées ne furent plus rentables. Le changement de vie dû à la rupture des échanges durant la Seconde Guerre mondiale finit de ruiner le village et en 1950, il n'y avait plus que 22 habitants permanents.

## Activités
Actuellement, les habitants vivent de la pêche commerciale et d'une économie de subsistance. La localité est accessible en bateau et en hydravion depuis Sitka ou Petersburg, où la population va se ravitailler en dehors du passage du cargo transportant le courrier et autres denrées de première nécessité.

## Démographie
| 1930 | 1940 | 1950 | 1960 | 1970 | 1980 |
| ---- | ---- | ---- | ---- | ---- | ---- |
| 107  | 87   | 22   | 18   | 36   | 86   |

| 1990 | 2000 | 2010 | - | - | - |
| ---- | ---- | ---- | - | - | - |
| 119  | 81   | 52   | - | - | - |

## Sources
- (en) CIS

- (en) Cet article est partiellement ou en totalité issu de l’article de Wikipédia en anglais intitulé « Port Alexander, Alaska » (voir la liste des auteurs).